# 潮循道
潮循道（ちょうじゅん-どう）は中華民国北京政府により設置された広東省の道。

## 沿革
1913年（民国2年）、清代の恵潮嘉道に設置。観察使は澄海県に置かれ、下部に澄海、恵陽、博羅、新豊、紫金、海豊、陸豊、竜川、河源、和平、連平、潮安、豊順、潮陽、掲陽、饒平、恵来、大埔、普寧、南澳、梅県、五華、興寧、平遠、蕉嶺の25県を管轄した。1914年（民国3年）5月に観察使が道尹と改められた。1920年（民国9年）11月末に廃止されている。

## 行政区画
廃止直前下部の25県を管轄した。（50音順）
- 海豊県
- 河源県
- 恵陽県
- 恵来県
- 掲陽県
- 五華県
- 興寧県
- 紫金県
- 饒平県
- 蕉嶺県
- 新豊県
- 大埔県
- 潮安県
- 澄海県
- 潮陽県
- 南澳県
- 梅県
- 博羅県
- 普寧県
- 平遠県
- 豊順県
- 陸豊県
- 竜川県
- 連平県
- 和平県